# Fiat Chrysler Automobiles
Fiat Chrysler Automobiles N.V. NYSE: FCAU, ofte forkortet FCA, var en italiensk-amerikansk multinational industrigruppe, der var resultatet af italienske Fiat S.p.A.'s køb af amerikanske Chrysler Group. FCA var kontrolleret af det italienske investeringsselskab Exor N.V., der er ejet af den italienske Agnellifamilie. Exor ejede 29,19% af FCA og kontrollerede 44,31% gennem en ejeraftale.
Selskabet var på daværende tidspunkt den 8. største bilproducent i verden. Fiat Chrysler Automobiles' selskabsretlige hjemsted var i Amsterdam og dets finansielle hovedkontor i London, begge valgt af skattemæssige hensyn. Holdingselskabet er noteret på New York Stock Exchange og på Milanos Borsa Italiana.
FCA opererede primært gennem sine to største datterselskaber: FCA Italy (tidligere Fiat Group Automobiles SpA) med hovedkontor i Torino og FCA US (tidligre Chrysler Group LLC) med hovedkontor i Auburn Hills i Michigan (en del af storbyområdet Detroit). FCAs mest kendte mærker er Abarth, Alfa Romeo, Chrysler, Dodge, Fiat, Jeep, Lancia, Maserati og Ram Trucks. Ferrari blev solgt fra i 2016.
Den 31. oktober 2019 offentliggjorde FCA, at virksomheden ville fusionere med den franske bilproducent Groupe PSA (Peugeot, Citroën, Opel, Vauxhall) i forholdet 50/50. Den 18. december 2019 oplyste FCA og PSA at de var enige om en fusionsaftale. I jui 2020 offentliggjorde det fusionerede selskab sit nye navn: Stellantis, der er baseret på det latinske verbum stello, der betyder at lyse op med stjernerne. Den 16. februar 2021 var fusionen gennemført med FCA som det fortsættende selskab under navnet Stellantis.
FCA ejede endvidere de mindre industrigrupper Comau og Teksid.